# Роси и приятели
„Роси и приятели“ е албум на българската поп/кънтри певица Росица Кирилова, издаден през 2002 от „Рива Саунд“. Албумът включва всички издавани до този момент колаборации на Кирилова с други изпълнители, както и няколко нови песни.

## Песни
1. „Приятелство се подарява“ (4:04) – с Мими Иванова и Ваня Костова
2. „Сбогом, клас“ (3:52) – с Братя Аргирови
3. „Всичко е музика“ (4:03) – с Георги Христов
4. „Мене имаш, чуждо гледаш“ (3:40) – с дует Шик
5. „Първи бяхме на хорото“ (4:03) – с Мустафа Чаушев
6. „Любовта ни“ (3:30) – с Панайот Панайотов
7. „За целувки и любов“ (3:11) – с Шкумбата
8. „Първо либе“ (3:34) – с Панайот Панайотов
9. „Трябва да се видим“ (3:10) – с Георги Мамалев
10. „Избрах нарочно вас“ (2:55) – с Братя Аргирови
11. „Вик за близост“ (4:00) – с Нели Рангелова
12. „Неочаквана сълза“ (3:49) – с Георги Христов
13. Време за нежност (3:10) – с дует Шик и Панайот Панайотов
14. „Лудо младо“ (2:58) – с Ваня Костова